# Пйонткова (Ряшівський повіт)
Пйонткова (пол. Piątkowa) — село в Польщі, у гміні Блажова Ряшівського повіту Підкарпатського воєводства.
Населення — 859 осіб (2011).
У 1975-1998 роках село належало до Ряшівського воєводства.

## Демографія
Демографічна структура станом на 31 березня 2011 року:
|          | Загалом | Допрацездатний вік | Працездатний вік | Постпрацездатний вік |
| -------- | ------- | ------------------ | ---------------- | -------------------- |
| Чоловіки | 413     | 79                 | 284              | 50                   |
| Жінки    | 446     | 84                 | 248              | 114                  |
| Разом    | 859     | 163                | 532              | 164                  |